# Josia basalis
Josia basalis är en fjärilsart som beskrevs av Butler 1878. Josia basalis ingår i släktet Josia och familjen tandspinnare. Inga underarter finns listade i Catalogue of Life.